# Нагаев, Епифан Иванович
Епифан Иванович Нагаев (1914—1944) — советский офицер-пехотинец во время Великой Отечественной войны, Герой Советского Союза (20.12.1943). Гвардии старший лейтенант.

## Биография
Родился 14 октября 1914 года в селе Шинки Забайкальской области Российской империи (ныне Красночикойского района Забайкальского края). Русский. Окончил 7 классов и курсы мастеров лесного хозяйства. Работал мастером лесозаготовок на Катангарском лесоучастке Петровск-Забайкальского леспромхоза.
В 1931—1932 годах находился на срочной службе в Красной Армии. Затем вернулся в родное село и продолжил трудиться в леспромхозе. 
Во время Великой Отечественной войны вторично призван в РККА Петровск-Забайкальским районным военкоматом Читинской области в феврале 1942 года. В действующей армии с октября 1942 года. В звании сержанта командовал пулемётным взводом отдельного пулемётного батальона 93-й отдельной стрелковой бригады. Участник  Сталинградской битвы. За подвиги в боях в период 12-14.01.1943 года был награжден медалью «За отвагу».
Затем гвардии младший лейтенант Нагаев был назначен командиром пулемётного взвода 282-го гвардейского стрелкового полка 92-й гвардейской стрелковой дивизии 37-й армии на Степном фронте. Участник оборонительного этапа Курской битвы, за подвиг в оборонительном бою 09.07.1943 года на Белгородском направлении награждён орденом Красной Звезды. Член ВКП(б) с 1943 года. 
Совершил выдающийся подвиг в ходе битвы за Днепр. Уже повышенный в звании до гвардии лейтенанта командир пулемётного взвода 3 батальона 282-го гвардейского стрелкового полка 92-й гвардейской стрелковой дивизии 37-й армии Епифан Нагаев во главе 40 бойцов своего взвода первым форсировал Днепр в районе села Дериевка Онуфриевского района Кировоградской области Украинской ССР в ночь на 28 сентября 1943 года. Во время переправы среди реки враги заметили смельчаков и открыли пулемётно-миномётный огонь. Три мины упали рядом с понтоном, но Нагаев организовал отражение огня противника пулемётами и смело продвигался на намеченный участок высадки. В этом бою лично уничтожил до 60 врагов. Будучи раненым, превозмогая боль, продолжал руководить боем и под его командованием взвод отразил 3 контратаки противника.
«За успешное форсирование реки Днепр, прочное закрепление плацдарма на западном берегу реки Днепр, и проявленные при этом отвагу и геройство», Указом Президиума Верховного Совета СССР от 20 декабря 1943 года гвардии лейтенанту Нагаеву Епифану Ивановичу присвоено звание Героя Советского Союза с вручением ордена Ленина и медали «Золотая Звезда».
После боев за Днепр, уже будучи Героем Советского Союза, гвардии старший лейтенант Епифан Нагаев был назначен на  должность помощника начальника штаба 282-го гвардейского стрелкового полка по разведке. Вместе с разведчиками он не раз выполнял ответственные боевые задания. Участвовал в Никопольско-Криворожской, Березнеговато-Снигиревской и Одесской наступательных операциях. 
В ходе Одесской операции погиб в бою 7 апреля 1944 года за железнодорожную станцию Мигаево Великомихайловского района Одесской области.

## Память
- Именем Героя названа улица в пгт Баляга Петровск-Забайкальского района.
- Именем Героя названа улица на лесоучастке Катангар, где перед Великой Отечественной войной жил и работал Герой.
- Именем Героя назван центр досуга в пгт Баляга Петровск-Забайкальского района.

## Награды
- Герой Советского Союза (20.12.1943)
- Орден Ленина (20.12.1943)
- Орден Красной Звезды (1.09.1943)
- Медаль «За отвагу» (7.02.1943)